# کایو لوکاس فرناندس
کایو لوکاس فرناندز (پرتغالی: Caio Lucas Fernandes؛ زادهٔ ۱۹ آوریل ۱۹۹۴) که به صورت ساده با نام کایو شناخته می‌شود، بازیکن فوتبال اهل برزیل است که هم‌اکنون در پست وینگر برای الشارجه بازی می‌کند.
وی سابقه بازی در کاشیما آنتلرز، العین و بنفیکا را دارد.